# 廢柴經紀人！-我來管理廢柴的藝人-
《廢柴經紀人！-我來管理廢柴的藝人-》是日本電視台於2025年4月20日至6月22日播出的週日連續劇，由川榮李奈主演。

## 登場人物

### 主要人物
- 神田川美和 / 隅田川道子〈29〉：川榮李奈（幼少期：增田梨沙（日语：増田梨沙）[2]）

TOYO工作室演藝4部。曾是一位天才童星。
- 犀川真一郎〈51〉：安田顯[1]

TOYO工作室演藝3部及4部的統括部長。美和的上司。

### TOYO工作室

#### 演藝4部
- 木村三太〈36〉：千葉雄大[3]

經紀人。美和的前輩。
- 和田浩二〈58〉：橋本潤[4]

演藝4部最年長的演員。
- 田邊昌枝〈56〉：濱田麻里（日语：濱田マリ）[4]

出身於關西的資深女演員。個性雞婆。
- 小野寺勉〈25〉：鈴木仁[4]

東大畢業的不賣座知識型藝人。
- 橫井猛〈47〉：永野宗典（日语：永野宗典）[4]

喜歡DIY的資深演員。
- 南萌繪〈23〉：古田愛理（日语：古田愛理）[4]

不賣座的寫真偶像。興趣是遊戲與化粧。
- 後藤沙紀〈22〉：富田望生（日语：富田望生）[5]

新人演員。
- 五味良彥〈68〉：竹中直人（第1話・最終話）[6]

資深演員。看輕女性。

#### 演藝1部
- 真田祐士〈30〉：山田涼介[7]

超級明星。
- 川島玲子〈49〉：吉瀨美智子[3]

演藝1部及2部的統括部長。
- 小松千秋〈25〉：華優希[8]

經紀人。川島的部下。

### 其他人物
- 朝倉紫乃〈52〉：寺島忍[9]

有名女演員。因某事消聲匿跡。
- 神田川櫻〈19〉：倉澤杏菜（日语：倉沢杏菜）[2]

美和的妹妹。大學生。
- 水島喬治：岩崎宇大（日语：岩崎う大）

記者。

## 製作團隊
- 劇本：宮本武史（日语：宮本武史）、岩崎宇大（日语：岩崎う大）、西垣匡基
- 配樂：瀨川英史（日语：瀬川英史）、鈴木真人
- 主題曲：東京斯卡樂園「（VS. Chevon）」（cutting edge / JUSTA RECORD）[10]
- 片頭曲：IVE「DARE ME」（Sony Music Labels Inc.）[11]
- 插曲：Ryosuke Yamada（Storm Labels）[7]
- 導演：瑠東東一郎、豬股隆一（日语：猪股隆一）、松下敏也、松田健斗
- 總製作人：松本京子（日语：松本京子 (テレビプロデューサー)）
- 製作人：藤澤季世子、池田健司、秋元孝之、大護彰子
- 制作協力：Office Crescendo（日语：オフィスクレッシェンド）
- 製作著作：日本電視台

## 播出日程
| 集數                                                       | 播出日期 | 副標題 | 編劇     | 導演       | 收視率 |
| ---------------------------------------------------------- | -------- | ------ | -------- | ---------- | ------ |
| 第1話                                                      | 4月20日  |        | 宮本武史 | 瑠東東一郎 | 4.2%   |
| 第2話                                                      | 4月27日  |        | 宮本武史 | 瑠東東一郎 |        |
| 第3話                                                      | 5月4日   |        | 宮本武史 | 猪股隆一   |        |
| 第4話                                                      | 5月11日  |        | 岩崎宇大 | 松下敏也   |        |
| 第5話                                                      | 5月18日  |        | 岩崎宇大 | 瑠東東一郎 |        |
| 第6話                                                      | 5月25日  |        | 宮本武史 | 松田健斗   |        |
| 第7話                                                      | 6月1日   |        | 西垣匡基 | 瑠東東一郎 |        |
| 第8話                                                      | 6月8日   |        | 宮本武史 | 松田健斗   |        |
| 第9話                                                      | 6月15日  |        | 西垣匡基 | 瑠東東一郎 |        |
| 最終回                                                     | 6月22日  |        | 宮本武史 | 瑠東東一郎 |        |
| （收視率由Video Research調查關東地區、家戶的即時統計資料） |          |        |          |            |        |

## 外部連結
- 官方网站－日本電視台（日語）
  - 電視劇的X（前Twitter）
  - 電視劇的Instagram帳戶
  - 電視劇的TikTok

| 日本 日本電視台 週日連續劇            | 日本 日本電視台 週日連續劇                                  | 日本 日本電視台 週日連續劇 |
| ------------------------------------- | ----------------------------------------------------------- | -------------------------- |
|                                       | 廢柴經紀人！-我來管理廢柴的藝人- （2025年4月20日－6月22日） |                            |
| 小鎮星熱點 （2025年1月12日－3月16日） | DOCTOR PRICE （2025年7月6日－）                             |                            |